# Kurt von Tannstein
Kurt Theodor Wilhelm Otto von Tannstein genannt Fleischmann (* 3. August 1907 in Bayreuth; † 28. April 1980 in München) war ein deutscher Diplomat, der zwischen 1963 und 1969 Botschafter in Tunesien sowie zuletzt von 1969 bis 1971 Botschafter in Mexiko war.

## Leben
Kurt von Tannstein war der jüngste von vier Söhnen des Offiziers Joseph Maria Anselm von Tannstein genannt Fleischmann (1870–1928), der zwischen 1901 und 1904 Absolvent des 34. Lehrgangs der Bayerischen Kriegsakademie und später unter anderem Kommandeur des Königlich Bayerischen 1. Schwere-Reiter-Regiment „Prinz Karl von Bayern“, von 1917 bis 1918 Kommandeur der 1. Königlich Bayerischen Kavallerie-Brigade sowie zuletzt 1918 als Oberstleutnant Kommandeur des 4. Königlich Bayerischen Kavallerie-Brigade war, sowie dessen Ehefrau Lina Rose (* 1876). Kurt von Tannsteins Brüder Josef und Walter dienten als Leutnants im Königlich Bayerischen 1. Schwere-Reiter-Regiment „Prinz Karl von Bayern“. Josef fiel am 28. Mai 1915 im Gefecht von Jozéfowo (heute: Juozapinė (Lavoriškės), Litauen) und Walter bei den Revolutionskämpfen in München am 2. Mai 1919.
Kurt von Tannstein selbst absolvierte 1926 das Abitur – unter anderem mit Günther Reinecke – am Münchner Maximiliansgymnasium, Anschließend studierte er Rechts- und Staatswissenschaften an der Ludwig-Maximilians-Universität in München und schloss 1930 mit der Promotion zum Dr. jur. an der Friedrich-Alexander-Universität Erlangen-Nürnberg mit der Dissertation Die Antragsbefugnis des Vertreters, mit besonderer Berücksichtigung des Fristlaufes bei der Vertretung: Das Antragsrecht des Ehemannes ab. Nach Beendigung des juristischen Vorbereitungsdienstes nahm er 1933 eine Tätigkeit als Rechtsanwalt auf und trat der NSDAP bei (Mitgliedsnummer 2.948.420). 1939 trat er in den auswärtigen Dienst ein und wurde Legationssekretär bei der Botschaft beim Heiligen Stuhl, ehe er 1942 zum Kriegsdienst eingezogen wurde.
Nach Ende des Zweiten Weltkrieges nahm von Tannstein 1945 wieder eine Tätigkeit als Rechtsanwalt auf. 1950 wechselte er in den Staatsdienst und war anfangs seit 1951 Oberregierungsrat im Presse- und Informationsamt der Bundesregierung, ehe er 1952 wieder in den Auswärtigen Dienst eintrat. Er war zwischen 1952 und 1956 Gesandtschaftsrat Erster Klasse an der Botschaft in Mexiko und wurde danach 1956 Botschaftsrat an der Botschaft in Italien, an der er zuletzt als Botschaftsrat Erster Klasse tätig war. In dieser Funktion befasste er sich unter anderem mit dem Massaker in den Ardeatinischen Höhlen am 24. März 1944.
1963 wurde von Tannstein als Nachfolger von Herbert Richter Botschafter in Tunesien und bekleidete diese Funktion bis 1969. Im Anschluss wurde er 1969 Nachfolger des in den Ruhestand getretenen Carl August Zapp als Botschafter in Mexiko. Diesen Posten hatte er bis zu seinem Eintritt in den Ruhestand 1971 inne.
Aus seiner Ehe mit Charlotte Freiin von Ellrichshausen gingen die Tochter Christine Ursula Herta Charlotte von Tannstein genannt Fleischmann (* 1934; verh. mit [1] Laurent Rombaldi, [2] Ugo Figarolo di Gropello) und der Sohn Stephan Josef Otto Alfred Hermann von Tannstein genannt Fleischmann (* 1938; verh. mit Marion John) hervor.

## Veröffentlichung
- Die Antragsbefugnis des Vertreters, mit besonderer Berücksichtigung des Fristlaufes bei der Vertretung: Das Antragsrecht des Ehemannes. Dissertation Friedrich-Alexander-Universität Erlangen-Nürnberg, Murnau am Staffelsee 1931.